# Nejapa, San Luis Acatlán
Nejapa är en ort i Mexiko.   Den ligger i kommunen San Luis Acatlán och delstaten Guerrero, i den sydöstra delen av landet, 290 km söder om huvudstaden Mexico City. Nejapa ligger 291 meter över havet och antalet invånare är 115.
Terrängen runt Nejapa är huvudsakligen kuperad, men åt sydväst är den platt. Nejapa ligger nere i en dal. Runt Nejapa är det ganska glesbefolkat, med 34 invånare per kvadratkilometer. Närmaste större samhälle är San Luis Acatlán, 5,1 km sydväst om Nejapa. Omgivningarna runt Nejapa är en mosaik av jordbruksmark och naturlig växtlighet.